# Dağ Üzü
Dağ Üzü è un comune dell'Azerbaigian situato nel distretto di Yardımlı. Conta una popolazione di 693 abitanti.